# Jean Nicolas de Parival
Jean Nicolas de Parival (* 1605 in Verdun; † 1669; auch Parivall) war ein französischer Schriftsteller.
Parival wurde in Verdun geboren und zog später nach Leiden, wo er zuerst als Weinhändler arbeitete, bevor er Professor für französische Sprache an der dortigen Universität wurde.

## Werke
- L’Abregé de l’histoire de ce siecle de fer (1653)
- Les Delicies de l’Hollande (1660)
- Abregé de l’histoire de ce temps (1661)
- Dialogues François et Allemans selon le langage du temps (1670)

Übersetzungen ins Deutsche
- Frantzösische und Teutsche Gespräche Nach heut-üblicher Red-Art. Franckfurt: von Sand, 1670.
- Sinnreiche/Kurtzweilige und Traurige Geschichte. Aus dem Frantzösischen in das Teutsche versetzt. Nürnberg: Tauber, 1671 (online – Internet Archive).
- Die Lustbarkeit Der Niederlanden. Das ist: Kurtze und eigentliche Beschreibung der 17. Niederländischen Provintzien. Franckfurt: Zubrodt, 1674.